# Telince
Telince es un municipio del distrito de Nitra en la región de Nitra, Eslovaquia, con una población estimada a final del año 2024 de 437 habitantes.
Se encuentra ubicado en el centro-oeste de la región, en el valle del río Nitra (cuenca hidrográfica del Danubio) y cerca de la frontera con la región de Trnava.

## Demografía
| Año        | 1994 | 2004     | 2014     | 2024     |
| ---------- | ---- | -------- | -------- | -------- |
| Población  | 280  | 319      | 396      | 437      |
| Diferencia |      | +13,92 % | +24,13 % | +10,35 % |

| Año        | 2023 | 2024    |
| ---------- | ---- | ------- |
| Población  | 434  | 437     |
| Diferencia |      | +0,69 % |